# گنت (آلاباما)
گنت (به انگلیسی: Gantt) شهری در شهرستان کاوینگتون ایالت آلاباما است که مساحت آن ۱٫۷۷ کیلومتر مربع است و در سرشماری سال ۲۰۱۰ میلادی، ۲۲۲ نفر جمعیت داشته و تراکم جمعیتی آن، ۱۲۵٫۴۲ نفر در هر کیلومتر مربع بوده است.